# سوارغام

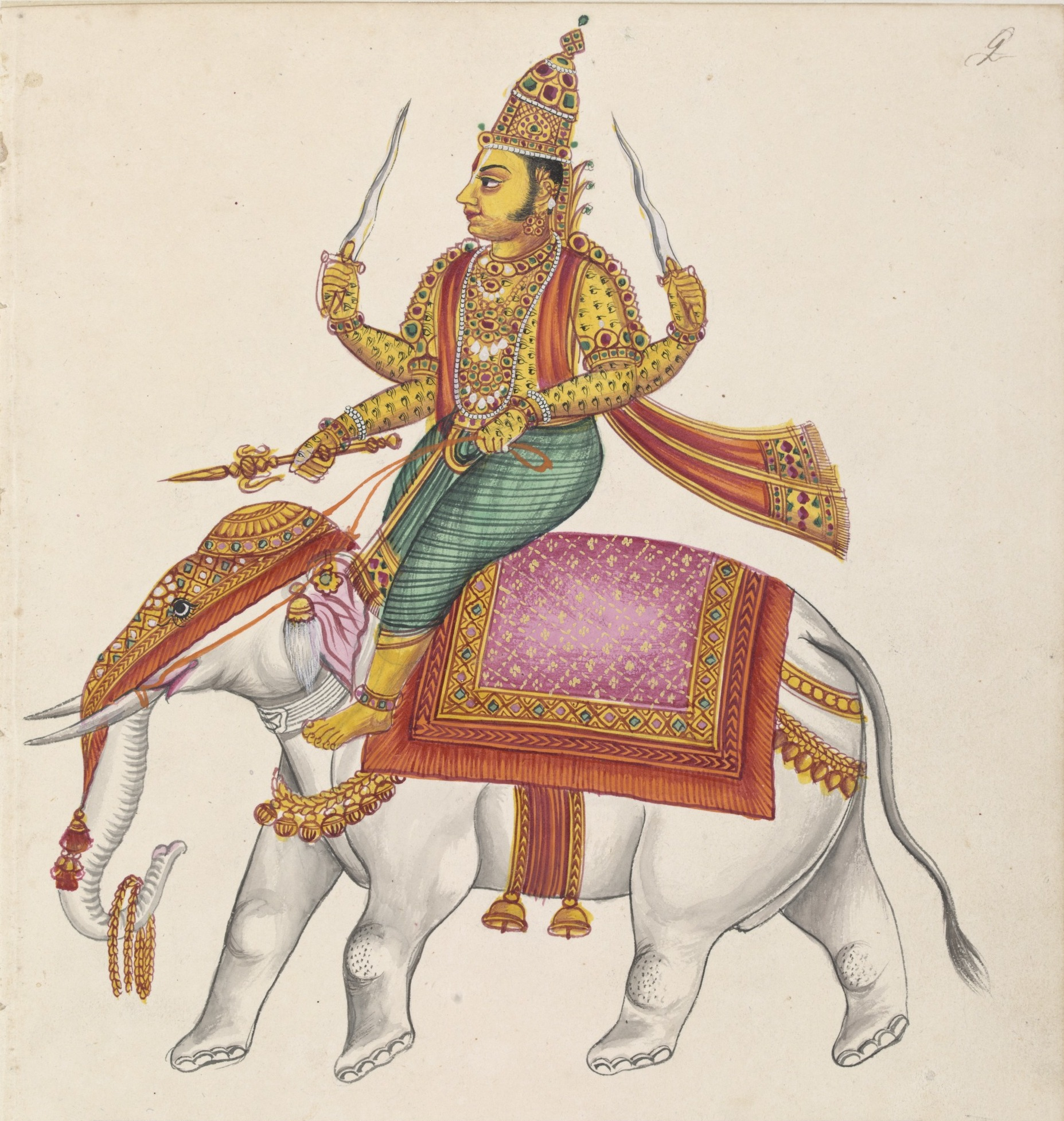
لوحة إندرا، حاكم سوارغام، يركب على أيرافاتا.

سوارغام (بالإنجليزية: Svarga)‏ وتعني «مسكن النور»، المعروف أيضًا باسم إندرالوكا (بالإنجليزية: Indraloka)‏ وسفارغالوكا (بالإنجليزية: Svargaloka)‏، هو المسكن السماوي للديفات في الهندوسية. وهي واحدة من المستويات السبعة العليا (المستويات الباطنية) في علم الكونيات الهندوسي. غالبًا ما تُترجم الكلمة إلى كلمة الجنة، على الرغم من أنها تعتبر مختلفة عن مفهوم الجنة الإبراهيمية.